# Zone di protezione speciale della Basilicata
Le zone di protezione speciale della Basilicata, individuate in base alla Direttiva Uccelli (Direttiva 2009/147/CE) e appartenenti alla rete Natura 2000, sono 17 e comprendono circa 248 476 ettari di superficie terrestre (pari al 16,07% del territorio regionale) e 686 ettari di superficie marina.

## Zone di protezione speciale
| Definizione dell'area                                    | Immagine | Codice Natura 2000 | Sup. (ha) | Coordinate                  | Note |
| -------------------------------------------------------- | -------- | ------------------ | --------- | --------------------------- | --- |
| Appennino Lucano, Monte Volturino                        |          | IT9210270          | 9736      | 40°22′01.74″N 15°52′24.79″E | |
| Appennino Lucano, Valle Agri, Monte Sirino, Monte Raparo |          | IT9210271          | 37492     | 40°13′35.88″N 16°01′19.46″E | |
| Bosco Cupolicchio                                        |          | IT9210020          | 1763      | 40°38′15″N 16°01′24.96″E    | È anche SIC                                                                                                 |
| Bosco Pantano di Policoro e Costa Ionica Foce Sinni      |          | IT9220055          | 1794      | 40°09′15.08″N 16°39′58.84″E | È anche SIC                                                                                                 |
| dolomiti di Pietrapertosa                                |          | IT9210105          | 1313      | 40°31′32.16″N 16°03′33.12″E | |
| Foresta Gallipoli - Cognato                              |          | IT9220130          | 4289      | 40°32′07.08″N 16°07′28.92″E | È anche SIC. Compresa nel Parco regionale di Gallipoli Cognato Piccole Dolomiti Lucane                      |
| Gravine di Matera                                        |          | IT9220135          | 6968      | 40°39′01.08″N 16°40′00.84″E | È anche SIC. Corrisponde a parte del Parco archeologico storico naturale delle Chiese rupestri del Materano |
| Lago del Rendina                                         |          | IT9210201          | 670       | 41°01′34″N 15°44′30″E       | È anche SIC                                                                                                 |
| Lago Pantano di Pignola                                  |          | IT9210142          | 165       | 40°35′17.88″N 15°44′45.96″E | È anche SIC                                                                                                 |
| Lago S. Giuliano e Timmari                               |          | IT9220144          | 2575      | 40°37′32.16″N 16°29′07.08″E | È anche SIC. Corrisponde in parte alla Riserva regionale San Giuliano                                       |
| Mare della Magna Grecia                                  |          | IT9220300          | 29108     | 40°16′30.72″N 16°54′02.16″E | È anche SIC                                                                                                 |
| Massiccio del Monte Pollino e Monte Alpi                 |          | IT9210275          | 88052     | 40°03′20.71″N 16°11′22.7″E  | È anche SIC                                                                                                 |
| Monte Coccovello - Monte Crivo - Monte Crive             |          | IT9210150          | 2981      | 40°01′39″N 15°43′55″E       | È anche SIC                                                                                                 |
| Monte Paratiello                                         |          | IT9210190          | 1140      | 40°44′56.04″N 15°24′09″E    | È anche SIC                                                                                                 |
| Monte Vulture                                            |          | IT9210210          | 1904      | 40°56′30.84″N 15°37′19.92″E | È anche SIC                                                                                                 |
| Valle Basento - Ferrandina Scalo                         |          | IT9220255          | 733       | 40°31′21″N 16°29′30″E       | È anche SIC                                                                                                 |
| Valle Basento Grassano Scalo - Grottole                  |          | IT9220260          | 882       | 40°35′54″N 16°14′39″E       | È anche SIC                                                                                                 |
| Valle del Tuorno - Bosco Luceto                          |          | IT9210266          | 75        | 40°35′10.51″N 15°32′45.41″E | È anche SIC                                                                                                 |